# Гусикэн, Кодзи
Кодзи Гусикэн (яп. 具志堅 幸司 Гусикэн Кодзи, 12 ноября 1956) — японский гимнаст, олимпийский чемпион и чемпион мира.
Родился в 1956 году в Осаке; окончил Японский университет спортивной науки. В 1979 году завоевал серебряную и бронзовую медали чемпионата мира. В 1980 году из-за организованного западными странами бойкота не смог принять участия в Олимпийских играх в Москве, но в 1981 году на прошедшем в Москве чемпионате мира завоевал золотую, серебряную и две бронзовых медали. На чемпионате мира 1983 года стал обладателем золотой, серебряной и бронзовой медалей. В 1984 году на Олимпийских играх в Лос-Анджелесе завоевал две золотые, серебряную и две бронзовые медали. В 1985 году стал обладателем бронзовой медали чемпионата мира; в том же году он объявил о завершении спортивной карьеры.